# Veliki Ustjug
Veliki Ustjug (ruski: Великий Устюг) je grad u Vologodskoj oblasti u Rusiji. Nalazi se na sutoci rijeka Suhone i Juga.
Broj stanovnika:
- 1970.: 36.000
- 2002.: 33.419

Grad se prvi put spominje u kronici iz 1207. godine. Bio je dijelom Vladimirsko-Suzdaljske Kneževina. Činjenica da se nalazi na križanju najvažnijih trgovačkih putova pretvorila je grad u veliko trgovinsko i industrijsko središte u razdoblju od 16. do 17. stoljeća. Veliki Ustjug je izgubio svoj značaj zbog premještaja ruske vanjske trgovine na obale Baltičkog mora.
Grad je poznat po svojim obrtima, poput srebrarskih filigranstvu, rezbarenju u brezinoj kori, dekorativnom vezivanju bakra i nielu.
U Velikom Ustjugu je središte ruskoga Djeda Mraza i tamo djeca šalju pisma, na koja dobivaju odgovor.

## Poznati stanovnici
- Semjon Dežnjev (1605. – 1973.), ruski istraživač
- Jerofej Habarov (1610. – 1667.), ruski pomorac i istraživač
- Vladimir Atlasov (između 1661. i 1664. – 1711.), ruski istraživač

## Vanjska poveznica
- Stranica o Velikom Ustjugu  Arhivirana inačica izvorne stranice od 10. rujna 2008. (Wayback Machine)
- Veliki Ustjug za turiste  Arhivirana inačica izvorne stranice od 28. prosinca 2012. (Wayback Machine)